# Torneio Qualificatório de Futebol Feminino Sub-19 da OFC de 2004
O Torneio Qualificatório de Futebol Feminino Sub-19 da OFC de 2004 foi a 2ª edição deste torneio organizado pela Confederação de Futebol da Oceania (OFC). Disputada por jogadoras com até 19 anos, a competição foi realizada na cidade de Port Moresby, Papua-Nova Guiné entre 20 e 24 de abril.
A Austrália conquistou o melhor desempenho, terminando o torneio na primeira colocação e, como consequência, conquistou seu segundo título.

## Equipes participantes
Nesta edição, apenas três seleções participaram do torneio.
- Austrália
- Papua-Nova Guiné
- Ilhas Salomão

## Classificação
| Seleção          | J | V | E | D | GM | GC | SG  | Pts |
| ---------------- | - | - | - | - | -- | -- | --- | --- |
| Austrália        | 2 | 2 | 0 | 0 | 27 | 1  | +26 | 6   |
| Papua-Nova Guiné | 2 | 0 | 1 | 1 | 1  | 14 | −13 | 1   |
| Ilhas Salomão    | 2 | 0 | 1 | 1 | 0  | 13 | −13 | 1   |

| 20 de abril | Papua-Nova Guiné | 0 – 0     | Ilhas Salomão | Lloyd Robson Oval, Port Moresby             |
|             |                  | Relatório |               | Público: 800 Árbitro: Jacqui Melksham (AUS) |

| 22 de abril | Austrália | 13 – 0    | Ilhas Salomão | Lloyd Robson Oval, Port Moresby          |
| 15:00       | Kuralay 1', 61' · Khamis 4', 18', 32', 57', 76' · Ledbrook 27' · Tristram 35' · Shipard 38' · Blayney 39', 45+2' · Cartwright 56' | Relatório |               | Público: 1 473 Árbitro: Paul Lynch (COK) |

| 24 de abril | Papua-Nova Guiné | 1 – 14    | Austrália | Lloyd Robson Oval, Port Moresby           |
| 15:00       | Limbai 69' (pen) | Relatório | Blayney 11' 90+5' · Reed 21' · Ledbrook 27', 45', 51' · Hilder 30' · Kuralay 35', 36', 49' · Cartwright 40' · Shipard 43' · Tristram 73', 78' | Público: 4 215 Árbitro: Michael Afu (SOL) |

## Premiação
| Torneio Qualificatório de Futebol Feminino Sub-19 da OFC de 2004 |
| Austrália                                                        |
| ---------------------------------------------------------------- |
| Austrália Campeã (2.º título)                                    |